# The Invisible Bond
The Invisible Bond è un film muto del 1919 diretto da Charles Maigne. Prodotto dalla Famous Players-Lasky Corporation, aveva come interpreti Irene Castle, Huntley Gordon, Claire Adams, Fleming Ward, George Majeroni.
Il soggetto è tratto dal romanzo The See-Saw: A Story of To-day di Sophie Kerr, pubblicato a puntate sul McClure's Magazine nel 1919

## Trama

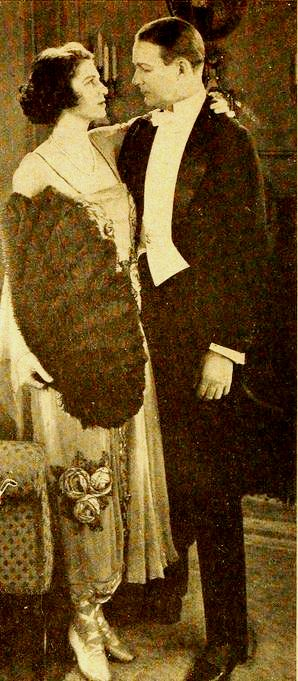
Irene Castle e Huntley Gordon

A un party organizzato da Marcia Crossey, suo marito Harleth corteggia sfacciatamente la seducente Leila Templeton. Marcia ne è umiliata ma il giorno dopo il marito riesce a farsi perdonare. Crossey, però, non si presenta a pranzo. Messa nei guai da una crisi domestica, con la cameriera e l'autista che sembrano sull'orlo di un gesto disperato, Marcia tenta di contattare il marito per chiedere il suo aiuto. Ma una centralinista le dice che Harleth non è rintracciabile perché si trova con Leila. Dopo che il marito le ha esposto le sue teorie sul suo bisogno di ciò che definisce "libertà personale", Marcia chiede il divorzio.
Due anni dopo, Leila si è sposata con Harleth. Ma il suo continuo flirtare provoca uno dei suoi corteggiatori, Otis Vale, fino quasi a farlo diventare pazzo. Vale rapisce Leila e la sua folle corsa in automobile finisce in un dirupo, dove restano entrambi uccisi. Quando Harleth legge sul giornale che "la signora Crossey è rimasta uccisa in un incidente", istintivamente il suo pensiero va a Marcia e corre subito da lei. Per scoprire che è ancora viva e che un filo invisibile, ancora intatto, lo lega indissolubilmente a lei.

## Produzione
Il film - con il titolo di lavorazione Should a Wife Forgive? - fu prodotto dalla Paramount Pictures (con il nome Famous Players-Lasky Corporation).
Le scene in esterni dove l'auto cade da una cascata furono girate alle Taughannock Falls, a Ithaca, nello stato di New York.

## Distribuzione
Il copyright del film, richiesto dalla Famous Players-Lasky Corp., fu registrato il 13 ottobre 1919 con il numero LP14290.

Distribuito dalla Paramount Pictures (con il nome Famous Players-Lasky Corporation), il film - presentato da Adolph Zukor - uscì nelle sale cinematografiche degli Stati Uniti il 23 novembre 1919.
Non si conoscono copie ancora esistenti della pellicola che viene considerata presumibilmente perduta.